# Mandy Patinkin
Mandel Bruce Patinkin (Chicago, Illinois, 30 de novembro de 1952) é um ator norte-americano, conhecido pelos personagens Kim Greist de Chicago Hope, Jason Gideon da série de televisão Criminal Minds, Saul Berenson de Homeland (série de televisão) e o espadachim Inigo Montoya no filme A Princesa Prometida. Em 1983 atuou ao lado de Barbra Streisand e Amy Irving no drama "Yentl". Teve participação na séria Dead Like Me onde fazia o papel de Rube, o líder dos ceifadores responsável pela distribuição das tarefas.

## Prêmios e indicações
Prêmios
- 1995 - Emmy do Primetime de melhor ator em série dramática por Chicago Hope[1]